# Botmäßigkeit
Botmäßigkeit, als Eigenschaft auch gerichtsuntertan, ist die dem Richter vom Landesherrn übertragene landesherrliche Gerichtsbarkeit. Der Richter übte als sogenannter Gerichtsuntertan die Gerichtsbarkeit nur im Sinne des Landesherrn aus, er durfte dieses Recht nicht zu seinem eigenen Nutzen missbrauchen.
Der Begriff Botmäßigkeit wurde auch oft für das Ausüben einer Herrschaft im Sinne des Landesherrn gebraucht. Er ist eine Ableitung von neuhochdeutsch Bot (sächlich), mittelhochdeutsch bot, beide mit der Bedeutung „Befehl“, „Gebot“, und verwandt mit nhd. bieten.